# Megachile louisae
Megachile louisae är en biart som beskrevs av Brauns 1926. Megachile louisae ingår i släktet tapetserarbin, och familjen buksamlarbin. Inga underarter finns listade i Catalogue of Life.